# Kristýna Adamčíková
Kristýna Adamčíková (ur. 2 lipca 1997 w Opawie) – czeska siatkarka, grająca na pozycji przyjmującej. Od 2016 roku studiuje architekturę i gra w amerykańskim uniwersytecie – California State University, Long Beach.

## Sukcesy klubowe
Puchar Czech:
- 2015, 2016

Mistrzostwo Czech:
- 2015, 2016